# Balderschwang
Balderschwang település Németországban, azon belül Bajorországban. Lakosainak száma 383 fő (2023. december 31.). Balderschwang Oberstdorf, Blaichach, Bolsterlang, Obermaiselstein, Oberstaufen, Sibratsgfäll és Hittisau községekkel határos.

## Népesség
A település népessége az elmúlt években az alábbi módon változott:
| Lakosok száma | 191  | 225  | 158  | 196  | 307  | 318  | 350  | 363  | 387  | 383  |
|               | 1875 | 1950 | 1975 | 1987 | 2012 | 2014 | 2016 | 2017 | 2021 | 2023 |